# Латекоэр, Пьер-Жорж
Пьер-Жорж Латекоэ́р (фр. Pierre-Georges Latécoère; 25 августа 1883, Баньер-де-Бигор, департамент Верхние Пиренеи — 10 августа 1943, Париж) — французский предприниматель и авиатор.

## Начало предпринимательской деятельности
Родился в семье Габриэля Латекоэра, основавшего в 1872 году деревообрабатывающее предприятие на юге Франции. Учился в парижском лицее Людовика Великого, окончил Центральную школу искусств и промышленности.
После смерти отца в 1905 году, Пьер-Жорж Латекоэр взял в свои руки управление семейным предприятием и вскоре расширил его, начав производство рельсового транспорта. Сперва производил трамваи для окрестных городов, а затем ему удалось получить заказ на 10 000 товарных вагонов для Южной железнодорожной компании (фр. Compagnie des chemins de fer du midi). Для того, чтобы выполнить заказ, ему пришлось построить второй завод в Тулузе.
С началом Первой мировой войны, несмотря на освобождение от воинской службы по зрению, пошёл добровольцем в артиллерию, но через 4 месяца был демобилизован. На заводе в Тулузе наладил производство снарядов, а в Баньер-де-Бигор — полевых кухонь. В 1917 году получает заказ на производство 1000 самолётов Salmson, и до подписания перемирия успел поставить 800 из них.

## Создатель почтовых авиалиний
После окончания войны предложил государству создание регулярных авиационных линий для связи между континентальной Францией, французскими колониями в Африке и Южной Америкой, но его идея не нашла поддержки. 25 декабря 1918 года вместе с пилотом по фамилии Корнемон осуществил перелёт из Тулузы в Барселону через Пиренеи. 9 марта 1919 года с пилотом Лемэтром совершил перелёт по маршруту Тулуза — Барселона — Аликанте — Малага — Рабат, доставив, по легенде, маршалу Лиоте утреннюю французскую газету, а его жене — букет французских фиалок. С сентября 1919 года начала действовать постоянная почтовая линия между Парижем и Касабланкой, которая с 31 мая 1925 линия продлилась до Дакара. С 1925 года начал функционировать филиал фирмы в Южной Америке. В компании Латекоэра служили такие легендарные пилоты как Анри Гийоме, Дидье Дора, Жан Мермоз, Марсель Рен, Антуан де Сент-Экзюпери и многие другие. Однако транснациональный бизнес требовал слишком больших инвестиций, которые не могла позволить себе семейная компания, и в 1927 году Латекоэр продал предприятие консорциуму банков, в результате чего она была преобразована в фирму Aéropostale. Он также продал семейную компанию Société des Forges et Ateliers de Constructions G. Latécoère, а сам сконцентрировался на производстве спортивных гидропланов.

## Производитель гидропланов
12 мая 1930 года Жан Мермоз за штурвалом выпущенного Латекоэром гидроплана Late 28 осуществил первый в истории беспосадочный перелёт через южную Атлантику.
Латекоэр ставил перед собой задачу построить тяжёлый гидроплан. Первый был выпущен в 1930 году под названием Lieutenant de Vaisseau Paris, он весил 42 тонны. В 1940 выпускается гидроплан Late 631, который весил уже 75 тонн.

## Государственные награды
Французское государство оценило деятельность Пьер-Жоржа Латекоэра: 30 сентября 1920 года он стал кавалером ордена Почётного легиона, 20 сентября 1923 — офицером, а 23 августа 1925 — командором.